# Relaciones India-Pakistán
Las relaciones entre la India y Pakistán están definidas por la partición de la India en 1947, el conflicto de Cachemira y los conflictos militares trabados entre las dos naciones. Ambos países comparten lazos históricos, culturales, geográficos y económicos, pero las relaciones bilaterales han estado marcadas por hostilidad y desconfianza.
Tras la disolución de la India Británica en 1947, se formaron la Unión de la India y el Dominio de Pakistán. Este proceso desplazó a unos 12,5 millones de personas, y según algunas fuentes hasta un millón de personas perdieron la vida. La India emergió como una nación secular, con una población de mayoría hindú y una gran minoría musulmana, mientras que Pakistán fue establecido como una república islámica, con una población de mayoría musulmana.
Desde su independencia, los dos países ya trabaron tres guerras, una guerra no declarada y estuvieron envueltos en varios conflictos armados y choques militares. La disputa de la Cachemira es el principal punto céntrico de todos esos conflictos, con la excepción de la guerra indo-pakistaní de 1971, que resultó en la secesión de Pakistán Oriental (actualmente Bangladés).

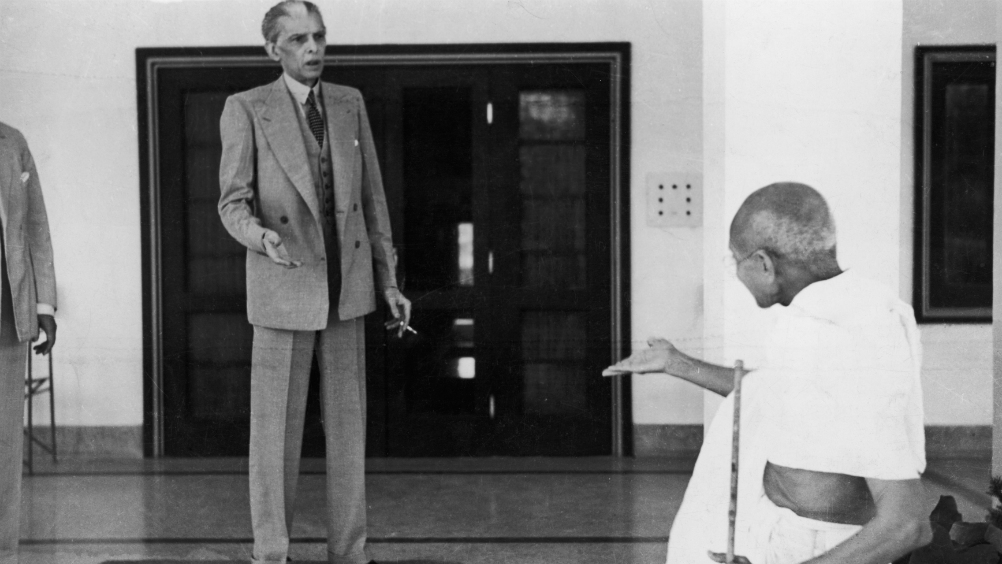
Muhammad Allí Jinnah y Mahatma Gandhi, los fundadores de Pakistán y de la India, durante una discusión.

La partición de la India y el movimiento de refugiados

## Guerras entre ambos países
- Guerra indo-pakistaní de 1947
- Guerra indo-pakistaní de 1965
- Guerra indo-pakistaní de 1971
- Guerra indo-pakistaní de 1999

## Ataques de 2008 en Bombay
En los atentados de Bombay de 2008 11 tiroteos y atentados a la bomba coordinados en Bombay, la mayor ciudad de la India, fueron realizados por militantes islámicos que supuestamente habrían venido de Pakistán. Los agresores habrían recibido asistencia de reconocimiento antes de los ataques. Ajmal Kasab, el único terrorista capturado vivo, afirmó en interrogatorio que los ataques fueron realizados con el apoyo del Inter-Services Intelligence de Pakistán. Los ataques, que atrajeron la condena mundial generalizada, comenzaron en 26 de noviembre y duraron hasta 29 de noviembre de 2008, matando 164 personas e hiriendo por lo menos 308.

## Relaciones sociales
La India y Pakistán tienen culturas y lenguas e historias con muchos vínculos y semejanzas. Varios cantantes paquistaníes, músicos, comediantes y presentadores han disfrutado de gran popularidad en la India, con muchos alcanzando la fama rápidamente en la industria hindú de películas Bollywood. De la misma forma, la música hindú y también sus películas son muy populares en Pakistán. Estando localizado en la región norte del Sur de Asia, la cultura de Pakistán es un poco semejante a la del Norte de la India.
La región del Panyab fue dividida en Panyab (Pakistán) y Panyab (India) tras la independencia y reparto de los dos países en 1947. Los panyabíes son actualmente el mayor grupo étnico en Pakistán, y también un importante grupo étnico del norte de la India. El fundador del sijismo nació en la moderna provincia paquistaní de Panyab, en la ciudad de Nankana Sahib. Cada año, millones de peregrinos hindúes sijes cruzan para visitar locales sagrados sijes en esta ciudad. Los sindis son el grupo étnico nativo de la provincia paquistaní de Sind. Muchos hindúes sindis migraron para la India en 1947, donde crearon una comunidad. Además de eso, los millones de musulmanes que migraron de la India para el recién creado Pakistán durante la independencia, pasaron a ser conocidos como los Muhajir. Se establecieron sobre todo en Karachi y aún mantiene los lazos familiares en la India.

### Lazos geográficos

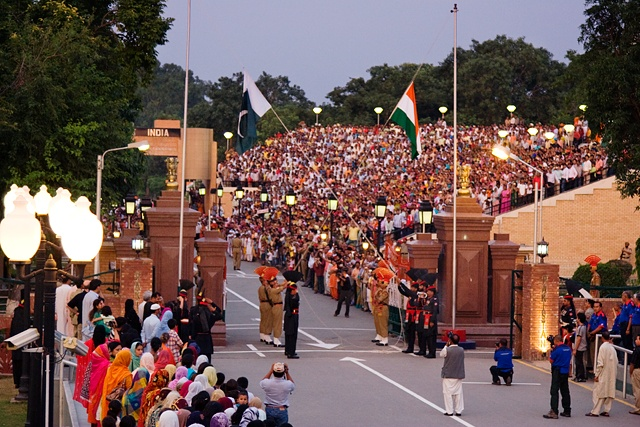
Ceremonia militar en Wagah.

La frontera indo-paquistaní demarca los estados hindúes de Panyab, Rayastán y Guyarat de las provincias paquistaníes del Panyab y Sind. El paso Wagah es el único entre la India y Pakistán, y queda en la famosa Grand Trunk Road, conectando Lahore (Pakistán) con Amritsar (India). Cada tarde, una ceremonia ocurre en esta parte de la frontera, en que las banderas son reducidas y los guardias de ambos lados hacen una exhibición militar y apretones de mano.